# Ny Cephei
Ny Cephei (ν Cephei, förkortat Ny Cep, ν Cep), som är stjärnans Bayer-beteckning, är en ensam stjärna i den södra delen av stjärnbilden Cepheus. Den har en genomsnittlig skenbar magnitud på +4,29 och är synlig för blotta ögat där ljusföroreningar ej förekommer. Baserat på parallaxmätningar i Hipparcos-uppdraget på 0,48 mas beräknas den befinna sig på ca 6 800 ljusårs (1 450 parsek) avstånd från solen. Stjärnan ingår i stjärnföreningen Cepheus OB2, som inkluderar stjärnor som My Cephei och VV Cephei.

## Egenskaper
Ny Cerphei är en blå till vit superjättestjärna av spektralklass A2 Iab, som har förbrukat förrådet av väte i dess kärna och expanderat och kylts till en superjätte. Överskottsanalyser av olika element tyder på att den ännu inte har spenderat tid som en röd superjätte, vilket skulle ha medfört konvektion av fusionsprodukter till ytan i en Dredge-up. Den har en massa som är ca 15 gånger solens massa, en radie som är ca 137 gånger större än solens och utsänder ca 100 000 gånger mera energi än solen från dess fotosfär vid en effektiv temperatur på ca 8 800 K.
Stjärnans stora storlek och utstrålning gör att den blir lite instabil och ger oregelbundna pulsationer. Detta är ett vanligt inslag hos superjättar av spektralklass A och B, som är grupperade som Alfa Cygni variabla stjärnor. Variation sker med högst en tiondel av den genomsnittliga magnituden.